# 第1混成群
第1混成群（だいいちこんせいぐん、JGSDF 1st Combined Group）は、沖縄県那覇市の那覇駐屯地に駐屯していた第1混成団の隷下部隊である。

## 成立過程
沖縄復帰後の沖縄県を担任する部隊のひとつとして北熊本を中心に高遊原・目達原等の駐屯地に部隊が間借りする形で臨時第1混成群として編成された。復帰から5ヶ月たった1972年（昭和47年）10月に那覇駐屯地へ移駐、第6高射特科群が沖縄へ移駐し、第1混成団が編成されるまでの間、沖縄の陸上防衛の主力を担った。1973年（昭和48年）10月に第1混成団が編成されると後方支援隊など一部の部隊が団直轄となり、残余の部隊は第1混成群として第1混成団隷下の部隊となった。
2010年（平成22年）3月末の第15旅団への改編に伴い廃止され、第51普通科連隊および第15施設中隊に再編成された。

## 妨害活動
歴史的経緯より自衛隊への感情があまりよくない沖縄へ移駐するに当たって、公団住宅への入居拒否、成人式への参加拒否、住民登録拒否など公私・合法非合法問わずさまざまな妨害活動や抗議活動があった。1972年（昭和47年）10月6日には移駐第一陣、わずか100名の隊員しかいない那覇駐屯地を約8,000人のデモ隊が取り囲んだ。
一方で、初代第1混成群長で沖縄出身の桑江良逢は著書の中で下記の理由からこれらの抗議や妨害の根幹は単なる（活動家の身内に対する）パフォーマンスや自衛隊という存在に対する知識の無さによるものではなかったのではないかと感じたとしている。
- 移駐第一陣の抗議活動において自衛隊の通らない民間用出口でのみ抗議活動をしていた。（駐屯地に入ってしまえば余計に追い出しにくくなるのに）
- 駐屯地に抗議団が来たので面会に行くと抗議文を読み上げたらすぐ帰ろうとしてしまう。
- 新聞記者を同行したとき、抗議団の人数が多い時は同行していないときに比べて態度が強硬になる。
- 複数団体の抗議団が来た時、桑江が一人で面会するので抗議団にも一名代表を出すように促しても拒否される。
- 抗議割当表なるものが存在し、各団体に日時が割り当てられているがだんだん来なくなった。同級生には今度行く予定だがもう行ったことにしとくといわれた。
- タクシーの運転手は当初駐屯地営門への運輸を拒否することは無かったが、営門内へ入ることを極度に嫌がった。これは1年程度で解消された。（復帰前の米軍基地のように駐屯地内が治外法権というイメージ）
- タクシー運転手同様、自衛隊側の説明にもかかわらず自治体の職員も調査や指導はできないと信じ込んでいたが数か月でイメージが刷新され正常に行えるようになった。なお、住民登録拒否の中にあっても義務教育、免許の更新などはおおむね問題なく実施できた。
- デモのシュプレヒコールが当初『日本軍帰れ』だったのが1973年（昭和48年）ごろから『自衛隊帰れ』に変わった。

## 沿革
臨時第1混成群
- 1972年（昭和47年）
  - 3月1日：臨時第1混成群が北熊本駐屯地において編成完結。
  - 5月15日：沖縄返還。
  - 10月4日：臨時第1混成群が那覇駐屯地に移駐。
- 1973年（昭和48年）3月27日：臨時第1混成団準備本部が編成。

第1混成群
- 1973年（昭和48年）10月16日：第1混成団が編成され、隷下部隊として第1混成群が那覇駐屯地において編成完結。
- 1994年（平成06年）3月28日：第301重迫撃砲中隊が那覇駐屯地に新編。
- 2010年（平成22年）3月25日：第1混成群が第1混成団の第15旅団への改編に伴い廃止。

## 廃止時の部隊編成
- 第1混成群本部
- 本部管理中隊「1混群-本」
- 第301普通科中隊「1混群-301普」
- 第302普通科中隊「1混群-302普」
- 第301重迫撃砲中隊「1混群-301重迫」
- 第301施設中隊「1混群-301施」

## 主要幹部
| 代 | 氏名     | 在任期間                        | 出身校・期 | 前職                     | 後職                          |
| -- | -------- | ------------------------------- | ---------- | ------------------------ | ----------------------------- |
| 01 | 桑江良逢 | 1972年03月01日 - 1973年03月26日 | 陸士55期   | 西部方面総監部付         | 臨時第1混成団準備本部副本部長 |
| 02 | 永谷清矣 | 1973年03月27日 - 1973年10月15日 | 陸士58期   | 西部方面総監部付（那覇） | 第1混成群長                   |

| 代 | 氏名       | 在任期間                        | 出身校・期            | 前職                                  | 後職                                  |
| -- | ---------- | ------------------------------- | --------------------- | ------------------------------------- | ------------------------------------- |
| 01 | 永谷清矣   | 1973年10月16日 - 1975年03月16日 | 陸士58期              | 臨時第1混成群長                       | 第41普通科連隊長 兼 別府駐とん地司令  |
| 02 | 定榮洲弘   | 1975年03月17日 - 1977年03月15日 | 中央大学 昭和29年卒   | 北部方面総監部第3部勤務               | 陸上幕僚監部第4部後方計画班長         |
| 03 | 奥山丈夫   | 1977年03月16日 - 1978年07月31日 | 中央大学 昭和31年卒   | 陸上自衛隊幹部学校付                  | 陸上幕僚監部教育訓練部教育課 企画班長 |
| 04 | 乃美幸一郎 | 1978年08月01日 - 1980年03月16日 | 早稲田大学 昭和31年卒 | 防衛大学校教授                        | 陸上幕僚監部教育訓練部教育課 教育班長 |
| 05 | 前原輝男   | 1980年03月17日 - 1982年06月30日 | 防大1期               | 陸上自衛隊幹部学校学校教官            | 中部方面総監部調査部長                |
| 06 | 富田弘     | 1982年07月01日 - 1984年06月30日 | 防大4期               | 第10師団司令部第1部長                 | 陸上幕僚監部人事部募集課 総括班長     |
| 07 | 佐藤得     | 1984年07月01日 - 1986年07月31日 | 防大4期 相当          | 陸上自衛隊武器学校学校教官            | 陸上自衛隊富士学校学校教官            |
| 08 | 山下健     | 1986年08月01日 - 1988年07月06日 | 防大5期               | 陸上自衛隊調査学校学校教官            | 東北方面総監部調査部長                |
| 09 | 大野十覇   | 1988年07月07日 - 1991年03月31日 | 防大9期               | 陸上自衛隊富士学校研究員              | 自衛隊群馬地方連絡部長                |
| 10 | 横山彰允   | 1991年04月01日 - 1993年07月31日 | 防大8期               | 陸上自衛隊富士学校学校教官            | 陸上自衛隊幹部学校主任研究開発官      |
| 11 | 山縣正明   | 1993年08月01日 - 1996年07月31日 | 防大14期              | 陸上幕僚監部教育訓練部訓練課 評価班長 | 東部方面総監部調査部長                |
| 12 | 立見正男   | 1996年08月01日 - 1998年11月30日 | 防大16期              | 第9師団司令部第3部長                  | 防衛研究所主任研究官                  |
| 13 | 小原滋夫   | 1998年12月01日 - 2000年11月30日 | 防大16期              | 富士教導団本部高級幕僚                | 帯広駐屯地業務隊長                    |
| 14 | 吉元憲司   | 2000年12月01日 - 2003年03月31日 | 防大19期              | 東部方面総監部防衛部訓練課長          | 東北方面総監部総務部長                |
| 15 | 田中康博   | 2003年04月01日 - 2006年03月31日 | 防大22期              | 統合幕僚学校学校教官                  | 防衛大学校教授                        |
| 16 | 末安雅之   | 2006年04月01日 - 2007年07月31日 | 防大25期              | 第1混成団本部付                       | 陸上自衛隊小平学校情報教育部長        |
| 17 | 鈴来洋志   | 2007年08月01日 - 2009年07月31日 | 防大28期              | 陸上幕僚監部運用支援・情報部 情報課付 | 陸上自衛隊幹部学校主任教官            |
| 末 | 中西信人   | 2009年08月01日 - 2010年03月25日 | 防大30期              | 自衛隊東京地方協力本部募集課長        | 第51普通科連隊長                      |